# Алакуас
Алакуас (шп. Alacuás) град је у Шпанији у аутономној заједници Валенсијанска Заједница у покрајини Валенсија. Према процени из 2017. у граду је живело 29 660 становника.

## Становништво
Према процени, у граду је 2017. живело 29 660 становника.
| 2017.  |
| ------ |
| 29.660 |

## Партнерски градови
- Кремона
- Lanjarón